# Kirk Baxter
Pour les articles homonymes, voir Baxter.
Kirk Baxter est un monteur australien né à Sydney (Nouvelle-Galles du Sud, Australie).

## Filmographie (sélection)
- 2008 : L'Étrange Histoire de Benjamin Button de David Fincher
- 2010 : The Social Network de David Fincher
- 2011 : Millénium : Les Hommes qui n'aimaient pas les femmes ((The Girl with the Dragon Tattoo) de David Fincher
- 2014 : Gone Girl de David Fincher
- 2017 : Mindhunter (série TV) (également coproducteur)
- 2023 : The Killer de David Fincher

## Distinctions

### Récompenses
- Oscars 2011 : Oscar du meilleur montage pour The Social Network
- BAFTA 2011 : British Academy Film Award du meilleur montage pour The Social Network
- Oscars 2012 : Oscar du meilleur montage pour Millénium : Les Hommes qui n'aimaient pas les femmes

### Nominations
- Oscars 2009 : Oscar du meilleur montage pour L'Étrange Histoire de Benjamin Button
- BAFTA 2009 : British Academy Film Award du meilleur montage pour L'Étrange Histoire de Benjamin Button